# Oriflama (revista)
Oriflama va ser una revista per a joves que va existir del 1961 al 1977 nascuda a Vic a l'empara del Bisbat.
Va ser una de les millors revistes juvenils en català de tots els temps, factor que es va veure incrementat per la funció crítica i dinamitzadora que va assumir en un moment molt difícil. Amb una redacció amena i un grafisme modern, va ser un important element de defensa de la llengua i la cultura catalana, aconseguint lectors arreu del territori i en el conjunt dels Països Catalans.
Va patir una sovintejada repressió per part de les autoritats en forma de multes, censures i d'altres entrebancs. I els problemes econòmics van portar la revista a mans, primer, de Jordi Pujol (època de Banca Catalana) i més tard d'Anton Cañellas, però l'excessiva identificació de la capçalera amb el partit que liderava aquest darrer, que era Unió Democràtica de Catalunya, junt amb altres factors, van portar Oriflama a la seva desaparició el 1977.
Josep Maria Huertas Claveria en va ésser director.